# كويماداس، باهيا
كويماداس بلدية في ولاية باهيا في منطقة شمال شرق البرازيل.